# Maria Magdalena Pinheiro Nogueira
Maria Magdalena Pinheiro Nogueira (Angra do Heroísmo, Açores, 30 de Dezembro de 1861 — Benfica, Lisboa, 17 de Março de 1925), mãe do poeta e escritor português Fernando Pessoa.

## Biografia

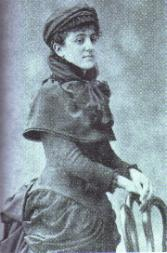
Maria Magdalena Pinheiro Nogueira.

Era filha de Luís António Nogueira (1832-1884) e de sua mulher D. Magdalena Amália Xavier Pinheiro (1836-1898). Ambos açorianos, o pai era juiz-conselheiro, jurisconsulto, director-geral do Ministério do Reino, tendo convivido com vários notáveis da época, entre os quais Manuel de Arriaga, primeiro presidente da República Portuguesa, ou o poeta Tomás Ribeiro.
Maria Magdalena teve uma educação distinta. Aprendeu a falar alemão, inglês e francês, sendo que o inglês foi-lhe ensinado pelo mesmo educador dos infantes D. Carlos e D. Afonso, o que demonstra o elevado nível social da família. Gostava de ler e de escrever versos.
Casou, aos 25 anos, com Joaquim de Seabra Pessoa, funcionário do Ministério da Justiça e crítico musical, em 5 de Setembro de 1887, na Igreja de  Santos-o-Velho, em Lisboa, de quem teve dois filhos, Fernando, nascido a 13 de Junho de 1888, e Jorge, nascido a 21 de Janeiro de 1893, no Largo de São Carlos, freguesia dos Mártires. O marido faleceu de tuberculose em 13 de Julho de 1893, deixando os filhos de 5 anos e 5 meses, respectivamente, órfãos de pai. Jorge faleceu a poucos dias de completar um ano, em 2 de Janeiro de 1894, vítima de complicações pulmonares.
Passados dois anos, a 30 de Dezembro de 1895, Maria Magdalena casou-se por procuração na Igreja das Mercês, em Lisboa, com o comandante João Miguel dos Santos Rosa (Sacramento, Lisboa, 29 de Setembro de 1857 - Pretória, África do Sul, 7 de Outubro de 1919), filho de João dos Santos Rosa e de D. Henriqueta Margarida Alves Ribeiro Rosa, cônsul de Portugal em Durban, na África do Sul, tendo-se instalado na colónia de KwaZulu-Natal, de quem teve mais cinco filhos: Henriqueta Magdalena Nogueira dos Santos Rosa (KwaZulu-Natal, 27 de Novembro de 1896 - 1992), que casou e teve geração; Magdalena Henriqueta Nogueira dos Santos Rosa (KwaZulu-Natal, 22 de Outubro de 1898 - KwaZulu-Natal, 25 de Junho de 1901), trasladada para Lisboa num vapor em Agosto de 1901; Luís Miguel Nogueira dos Santos Rosa (KwaZulu-Natal, 11 de Janeiro de 1900 - 1975), que casou sem geração; João Maria Nogueira dos Santos Rosa (KwaZulu-Natal, 17 de Janeiro de 1903 - 1977), que casou sem geração, e Maria Clara Nogueira dos Santos Rosa (KwaZulu-Natal, 16 de Agosto de 1904 - Santa Isabel, Lisboa, 11 de Dezembro de 1906). 

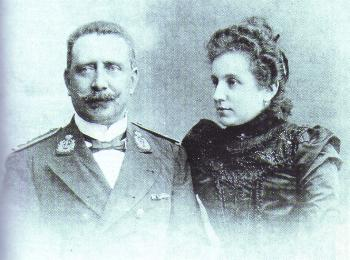
Maria Magdalena com o segundo marido, João Miguel dos Santos Rosa.

Fernando Pessoa passou grande parte da sua juventude em Durban, tendo recebido forte influência da língua e cultura inglesas. Em Dezembro de 1915, Maria Magdalena adoeceu, vítima de um acidente vascular cerebral que a deixaria paralisada do lado esquerdo. 
Em 1920, depois da morte do marido, Maria Magdalena deixou a África do Sul e regressou a Lisboa. Fernando Pessoa arrendou um apartamento na Rua Coelho da Rocha, número 16, 1.º direito, em Campo de Ourique, para onde foi viver juntamente com a mãe, a meia-irmã e os dois-meios irmãos, a partir de 29 de Março. Foi nesse ambiente familiar e acolhedor que Pessoa passou os últimos quinze anos da sua vida, embora também gostasse de se isolar no seu quarto dedicando-se à leitura e à escrita, principalmente durante a noite. Em 1923, a sua filha Henriqueta casou-se com Francisco Caetano Dias, oficial da Administração Militar. Vão viver para a Quinta dos Marechais, Alto da Boa Vista, Benfica, levando-a com eles, que necessitava de cuidados especiais por estar incapacitada.
Maria Magdalena faleceu a 17 de Março de 1925, na Quinta dos Marechais, aos 63 anos de idade, sendo sepultada no jazigo do pai, no Cemitério dos Prazeres.